# Kai Lundstrøm Pedersen
Kai Lundstrøm Pedersen (født 9. marts 1950) er en dansk forhenværende it-konsulent fra Randers, som ved en amerikansk domstol i 2012 blev idømt 30 års fængsel i en sag om børneporno og afpresning af en 11-årig amerikansk pige. Han blev anholdt i
delstaten New York i USA den 3. september 2010, da han var på ferie.
Pedersen afsoner sin dom i det føderale fængsel FCI Oakdale II i Louisiana og vil blive løsladt som 86-årig i 2036.

## Børnepornosag i 2010

### Baggrund
Lundstrøm Pedersen havde officiel bopæl i Ulstrup vest for Randers. Han var ansat som it-supporter i Randers Kommune. I efteråret 2010 blev Pedersen fyret af Randers Kommune.

### Anklager om børneporno
I juli 2010 engagerede Pedersen sig i en online chat fra sit hjem i Randers via webcam med en 11-årig amerikansk pige i Buchanan County, Missouri i USA, identificeret som Jane Doe #1. Han brugte en falsk Facebook-profil og udgav sig for at være en 14-årig dreng. Han overbeviste hende om, at han var en ung dreng på 14 år, og fik hende herefter til at posere nøgen og onanere foran et webcam. Herefter optog han en 25 minutter lang video, som han herefter truede med at offentliggøre på internettet og sende til hendes venner og familie. Han forsøgte også at overbevise pigen om, at tusindvis af andre mennesker havde set videoen. Han påtog sig adskillige identiteter, hvorefter han sendte pigen beskeder, der truede med voldtægt og mord.
Pedersen kontaktede Jane Doe #1 ved hjælp af forskellige aliasser via e-mail og chat-programmer fra juli til august 2010 i et forsøg på at overbevise hende om igen at udføre seksuelt eksplicitte handlinger via videowebchat. Han truede med at sprede seksuelt eksplicitte billeder af hende over internettet, hvis hun ikke efterkom hans krav. Han kontaktede også en anden ung pige for at få hende til at presse den 11-årige til at smide tøjet foran webkameraet igen. Efterfølgende sendte han videoen til flere af pigens bekendte. Han distribuerede billederne og videoen over internettet via fildelingssoftware. Da pigens mor fandt ud af, hvad der var foregået, kontaktede hun politiet.

### Retsforfølgelse og fængsling
Amerikansk politi begyndte at efterforske sagen, og de konstaterede, at den "14-årige dreng" skjulte sig bag en dansk IP-adresse; det kunne være en bot – en slags omdirigering af en e-mail-adresse – men det kunne også være sandt, og i givet fald var sagen kompliceret, for så skulle dansk politi og det danske retssystem involveres, og de to lande ser ikke ens på den slags sager. Problemet løste sig selv, da han i september 2010 rejste på ferie i USA. Efterforskerne fandt ud af det, da de pludselig konstaterede, at han gik på Facebook med en IP-adresse fra Stony Brook lidt uden for New York, og de fandt frem til ham og anholdt ham den 3. september 2010. Først nægtede han alt, og han blev ikke fyret fra sit job i Randers Kommune, kun suspenderet, og det var angiveligt på det tidspunkt, at han forsvarede sig med at være offer for en bot.
Østjyllands Politi havde et møde med den amerikanske ambassade, som bad det danske politi om hjælp med at ransage den 60-åriges ejendom. "Sagen bliver kørt fra USA, men vi hjælper med de ransagninger, der skal foretages i Danmark," udtalte vicepolitikommissær Lars Jung til jp.dk. Den 15. september 2010 oplyste Østjyllands Politi, at de samarbejder med de amerikanske myndigheder i sagen. Politikommissær Mogens Brøndum oplyste, at Østjyllands Politi havde foretaget en ransagning i Østjylland og udtalte at, "efterforskningen vil blive koordineret og analyseret i det videre samarbejde med myndighederne i USA." I september 2011 tilstod han.
For at undgå en egentlig retssag havde han på forhånd erklæret sig skyldig. Strafferammen lå på 15 til 30 års fængsel. Den 2. februar 2012 blev Kai Lundstrøm Pedersen idømt 30 års fængsel under et retsmøde i Kansas City, Missouri. Dommen slog fast, at han ikke kan prøveløslades, og de amerikanske myndigheder har ikke drøftet muligheden for udlevering med de danske myndigheder. I sin erklæring til dommeren beklagede han over for pigen. Han betegnede sine handlinger som "forfærdelige og utilgivelige". Under sin domsafsigelse slog dommer Greg Kays fast, at Danmark ikke ser med tilstrækkelig alvor på denne type forbrydelser.
Pedersen afsoner sin fængselsdom i det føderale fængsel FCI Oakdale II i byen Oakdale i delstaten Louisiana. Hans fængselsnummer er #76335-053, og hans nuværende løsladelsesdato er ifølge det amerikanske fængselsvæsen den 27. marts 2036. Kai Lundstrøm Pedersen vil være 86 år gammel, når han bliver løsladt.

### Reaktioner på dommen
Sagen har vakt opsigt da han begik sine overgreb i Randers, 7.000 kilometer væk fra den 11-årige pige, som han online overtalte til at posere nøgen, men han blev dømt ved en amerikansk domstol og med amerikansk strafudmåling – og uden medvirken af dansk politi.
Danske jurister har kaldt sagen for "bizar", mens juraprofessor Eva Smith kaldte sagen for "vanvittig". Hun udtalte yderligere: "Det lyder helt vanvittigt, så det er svært at forstå. Jeg tvivler faktisk på, om det er rigtigt. Jeg vil umiddelbart tro, at den historie er en and, det kan simpelthen ikke passe, det lyder for usandsynligt - selv i USA." Juraprofessor Vagn Greve udtalte, at "USA har helt urimelige strafferammer. På det område er der tale om et uciviliseret land."
Hvis han havde begået den samme kriminalitet i Danmark havde han højst fået et års fængsel, udtalte Eva Smith, mens forsvarsadvokat Anders Nemeth vurderede, at det højst havde givet tre måneders fængsel i Danmark.

## Lignende sag
Den 1. september 2017 blev den 49-årige dansker Henrik Nicolai Styles idømt 325 års fængsel for download af børneporno i den amerikanske delstat Virginia. Han havde bo- og opholdstilladelse i USA på et såkaldt greencard og var bosat i Dinwiddie County i delstaten Virginia i det østlige USA, da han den 27. september 2016 blev han anholdt. Han erkendte sig skyldig i 37 sigtelser for download af børneporno. På grund af forlig med anklagemyndigheden kan han blive løsladt efter 25 år. Styles afsoner sin dom i statsfængslet Lunenburg Correctional Center i Lunenburg County, Virginia, og hans løsladelsesdato er den 2. maj 2039.